# Il sorteggio
Il sorteggio è un film per la televisione del 2010, prodotto da Artis Edizioni Digitali in collaborazione con Rai e diretto da Giacomo Campiotti.
Il film, che ricostruisce il primo processo al nucleo storico delle Brigate Rosse del 1977 a Torino, secondo la casa produttrice è tratto da un soggetto e da una sceneggiatura originali scritti nel 1995 da Giovanni Fasanella, che all'epoca del processo era cronista della redazione torinese de L'Unità.

## Trama
Il film racconta la vicenda di Tonino, un operaio della fabbrica Fiat di Mirafiori con la passione per il tango e distaccato dalle vicende della politica. Un giorno Tonino viene sorteggiato come giudice popolare per il processo alle Brigate Rosse. Non rendendosi conto della situazione, Tonino inizialmente accoglie la convocazione con entusiasmo, vedendola come un modo per allontanarsi dalla fabbrica, ma non appena capisce di che cosa si tratta, turbato anche da una serie di atti terroristici che avvengono nel frattempo e di atti intimidatori nei suoi confronti, entra in crisi di fronte al peso della responsabilità legata a tale compito. Intanto, anche la sua vita sentimentale subisce dei rovesci, con la fidanzata Anna, ignara della convocazione, che decide di lasciarlo poco prima del matrimonio ritenendolo un uomo poco maturo e non affidabile. In realtà Tonino, temendo per la sua vita e per quella delle persone a lui vicine, sembra fare di tutto per allontanarla da lui. L'unica persona con cui l'operaio riesce a confidarsi è il sindacalista Gino, suo caro amico, che oltre a dargli buoni consigli sospetta che ci sia un brigatista all'interno della fabbrica. Tra dubbi, paure e tormenti, alla fine Tonino si assume la responsabilità della scelta, accettando il compito di giudice popolare pur nel clima difficile dell'epoca, mentre altri convocati rinunciano per paura. Questa scelta difficile gli consente però di recuperare il rapporto con Anna, che un anno dopo sposerà. Intanto Gino, che ha individuato nel giovane operaio Salvatore il misterioso brigatista e cercato invano di farlo ragionare, il giorno del processo verrà ucciso proprio da quest'ultimo, non prima di aver lasciato una commovente lettera a Tonino, consapevole ormai del suo destino.

## Caratteristiche
Il film è stato girato interamente nei luoghi originali della vicenda, compresi gli ambienti delle fabbriche, senza alcuna ricostruzione. Anche le riprese interne nell'abitazione di Tonino sono state effettuate in un appartamento del villaggio operaio nel quartiere Mirafiori di Torino. Gli esterni del tribunale sono stati però ambientati a Palazzo Carignano, sul lato di Piazza Carlo Alberto, mentre in realtà il palazzo non è stato mai adibito a quello scopo, in quanto è lì presente il Museo nazionale del Risorgimento italiano dal 1935.

## Anteprime
Alla quinta edizione del Saturno Film Festival (23-28 novembre 2009), vengono presentati e proiettati in anteprima quindici minuti del film Il Sorteggio in occasione del convegno "La sfida del terrorismo", a cui partecipano alcuni esponenti del mondo della cultura e della politica, tra cui Alberto Abruzzese e Nando Dalla Chiesa.
Il film è stato presentato in anteprima internazionale a New York il 19 gennaio 2010 in occasione del 4° RAI Fiction Week. La proiezione si è tenuta presso la Casa Italiana Zerilli-Marimò, sede del Dipartimento di Studi Italiani della New York University, alla presenza di Giuseppe Fiorello e del regista Giacomo Campiotti.
Il film è stato presentato il 6 luglio 2010 in Anteprima nazionale - Fuori concorso al 4° Roma Fiction Fest, presso l'Auditorium della Conciliazione di Roma alla presenza del cast e del regista Giacomo Campiotti.

## Nomination e premi
Per il soggetto Il sorteggio, Giovanni Fasanella ha ricevuto nel 1996 una Menzione speciale del Premio Solinas per la migliore sceneggiatura originale.
Nel gennaio 2010 Il sorteggio è stato presentato in concorso al 24º Festival International des Programmes Audiovisuels (FIPA) di Biarritz nella sezione Drama, ricevendo una nomination.
Il film ha ottenuto il premio speciale al XII International Festival of Detective Film di Mosca (19-24 aprile 2010) nella sezione "Feature detective film".
Il sorteggio ha ricevuto, nell'ottobre 2010, il Premio Penisola Sorrentina alla Migliore Fiction.

## Messa in onda
Il film è stato trasmesso in prima visione TV da Rai 1 lunedì 25 ottobre 2010 in prima serata: ha ottenuto una audience di 6.057.000 telespettatori e uno share del 20,75%, ed è riuscito a superare nettamente gli ascolti del reality show Grande Fratello 11. Viene replicato il 25 luglio 2011 su Rai Uno e il 30 maggio 2015 su Rai Premium.

## Colonna sonora
Le musiche del film sono state composte da Stefano Lentini e prodotte da Rai Trade. La colonna sonora si muove su due registri narrativi. Il primo, quello di commento vero e proprio, accompagna il mondo emotivo dei protagonisti. È stato realizzato utilizzando una commistione di elementi della musica anni settanta (basso, chitarre, batteria, sintetizzatori, pianoforte) e un'orchestra d'archi. Il secondo registro narrativo racconta la passione per la danza del protagonista che è ballerino di Tango.